# موجة ثورية
الموجة الثورية هي عبارة عن سلسلة من الثورات التي تحدث في أماكن مختلفة في فترة زمنية متشابهة. وقد تلهم في كثير من الحالات الثورات أوالموجات الثورية الماضية الموجات أوالثورات التي تجري بعدها، وربما تلهم الثورة الأولى الثورات الأخرى المتزامنة «أو التابعة لها» المتماثلة الأهداف.
وقد درس المؤرخين والفلاسفة السياسيين مسببات الموجات الثورية، ومنهم روبرت بالمر وكرين برينتون وحنة آرنت وإريك هوفر وجاك جوديتشو. وهذا المفهوم هو مهم للماركسيين الذين يرون أن الموجات الثورية دليل على امكانية حدوث الثورة العالمية. وتقول روزا لوكسمبورغ:«إن أثمن شيء... في الانحطاط الحاد ودفق الموجات الثورية هو النمو الروحي للبروليتاريا. فالتقدم على قدم وساق لمكانة البروليتاريا الفكرية أتاح ضمانة مصونة لتقدمها المتزايد امام الصراعات الاقتصادية والسياسية المقبلة التي لا مفر منها». ومع ذلك فإن تلك العبارة قد استخدمها أيضا ناشطين وكتاب غير ماركسيين، ومنهم جوستين رايموندو ومايكل ليند عند وصفهم عدد من الثورات التي تحدث خلال فترة قصيرة من الزمن. وهناك عدة أمثلة مختلفة من موجات ثورية قد تم ذكرها.

## القرن 18

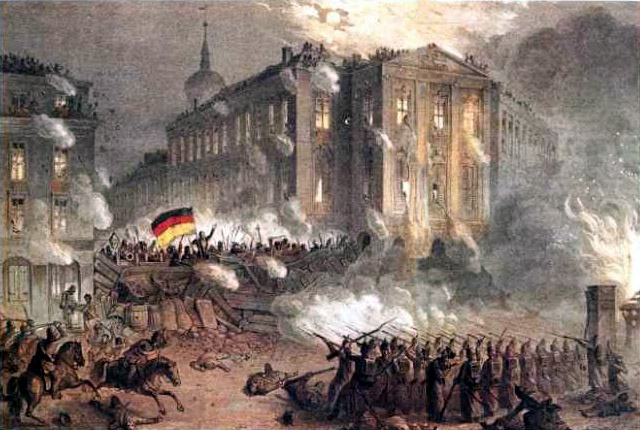
الربيع الأوروبي (ثورات 1848)

- ثورات سواحل الأطلسي التي حدثت في نهاية القرن 18 ومنها الثورة الأمريكية (1776) والثورة الفرنسية (1789) والثورة الهايتية (1791) والثورة الباتافية (1795) والثورة الايرلندية (1798).

## القرن 19
- حروب استقلال أمريكا اللاتينية، ومنها حروب استقلال أمريكا الإسبانية 1810-1826 وغالبا ما ينظر إليها على أنها المثل الأعلى في جزء من الثورات الأمريكية والفرنسية من حيث أيديولوجية التنوير الليبرالي وأهدافه، تحسب ضمن الحلقة الثانية من موجة الأطلسي.
- ثورات 1820: وتشمل ثورة الديسمبريين في روسيا القيصرية وحرب الاستقلال اليونانية.
- ثورات 1830: وتشمل ثورة يوليو 1830 في فرنسا والثورة البلجيكية.
- ثورات 1848 التي انتشرت في عموم أوروبا في اعقاب نجاح ثورة فبراير في فرنسا.

## القرن 20
- ثورات 1905-1911 في أعقاب الحرب الروسية-اليابانية بما في ذلك الثورة الروسية 1905 والثورة الأرجنتينية 1905 [الإنجليزية] والثورة الدستورية الفارسية وثورة تركيا الفتاة و انقلاب جودي اليوناني [الإنجليزية] وثورة موناكو والثورة البرتغالية والثورة المكسيكية وثورة شينهاي في الصين ساهم فيها القوميون والدستوريون والتحديثيون و/أو الجمهوريون تستهدف القضاء على الاستبداد والتقليدية.
- ثورات 1917–1923 في أعقاب الحرب العالمية الأولى وتشمل الثورة الروسية وظهور تحالف الحزب الشيوعي الدولي في كومنترن بقيادة الاتحاد السوفيتي وانهيار الإمبراطوريات الإقليمية الكبرى في أوروبا القارية، وبداية الاحتجاجات لحركة الاستقلال الهندية التي قادها المهاتما غاندي، فضلا عن غيرها من الانتفاضات والاحتجاجات القومية والشعبوية والاشتراكية في جميع أنحاء العالم.
- كانت حروب الهند الصينية من الثورات الشيوعية في شرق آسيا وجنوب شرق آسيا ومن ضمنهم الثورة الوطنية الإندونيسية سنة 1945.
- انتهت موجات انهاء الإستعمار في أفريقيا الثورية في عقد 1970 والتي شملت الثورات الإشتراكية والانقلابات العسكرية الموالية للاتحاد السوفياتي في الصومال والكونغو برازافيل وبنين وإثيوبيا، وقتال الأحزاب الشيوعية المتحالفة تحت CONCP ضد الإمبراطورية البرتغالية في حروب البرتغال الاستعمارية
- نشاط حركات القومية العربية في عقدي 1950 و 1960 والتي ألهمها جمال عبد الناصر في مصر.

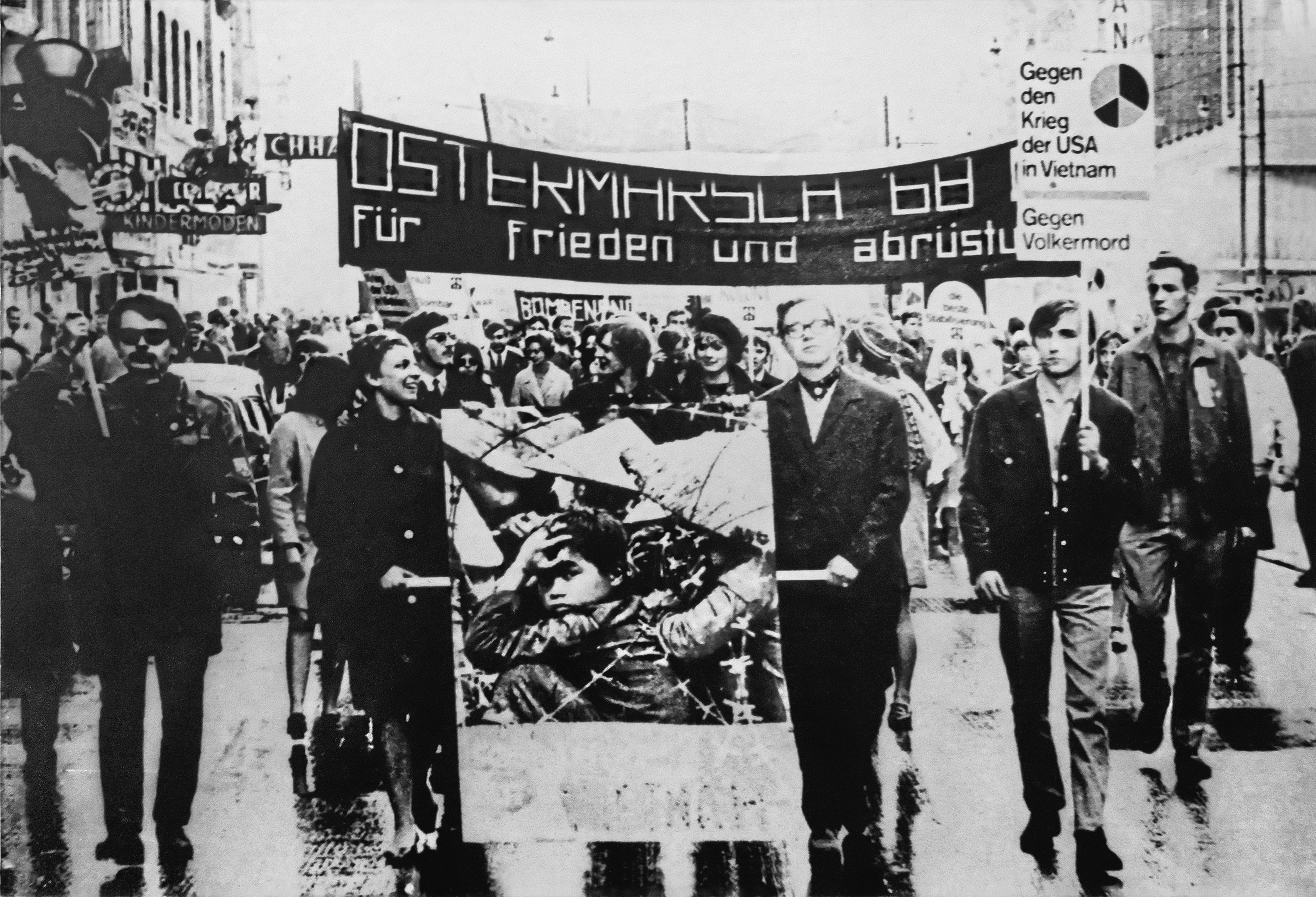
مظاهرات ضد حرب فيتنام في فيينا النمسا 1968

- نظمت حركة قوة السود وحركة الحقوق المدنية للأميركيين الأفارقة احتجاجات ناجحة ضد الحكومة وتمييزها الخاص. أدت التوترات المستمرة في تجمعات الأفارقة الأمريكيين إلى أعمال الشغب في عدة مدن خلال فترة «الصيف الساخن الطويل لسنة 1967» واندلاع أعمال شغب مختلفة في 1968 عقب اغتيال مارتن لوثر كنغ.. وقد نجحت ثورة القوة السود في ترينيداد.
- شهدت حقبة احتجاجات 1968 حركات شبابية في جميع أنحاء العالم لدعم معارضة تدخل الولايات المتحدة في حرب فيتنام وغيرها من الأسباب اليسارية. ثم ظهور الثقافة المضادة وبروز اليسار الجديد في العالم سنوات عقد 1960 وكليهما مستوحى من الاحتجاجات والثورات في العالمين الشيوعي والرأسمالي، ومنها أحداث مايو 1968 في فرنسا.
- شهدت أزمات أمريكا الوسطى استيلاء الحركة الاشتراكية على السلطة في ثورة نيكاراغوا والانتفاضات الشعبية اليسارية في السلفادور وغواتيمالا.
- شهدت ثورات 1989 انهيار الاتحاد السوفياتي الشيوعي[6] وبحلول نهاية سنة 1991 تكونت كلا من روسيا ومعها 14 دولة اعلنت استقلالها عن الاتحاد السوفياتي وهي: أرمينيا وأذربيجان وروسيا البيضاء وأستونيا وجورجيا وكازاخستان وقيرغيزستان ولاتفيا وليتوانيا ومولدوفا وطاجيكستان وتركمانستان وأوكرانيا وأوزبكستان. ثم سرعان مابدأت عدة دول بالتخلي عن الشيوعية مثل أفغانستان وألبانيا وأنغولا وبنين وبلغاريا وكمبوديا والكونغو برازافيل وتشيكوسلوفاكيا وألمانيا الشرقية وإثيوبيا والمجر ومنغوليا وموزامبيق وبولندا ورومانيا والصومال واليمن الجنوبي ويوغوسلافيا.

## القرن 21
- كانت الثورات الملونة هي حركات متعددة ومرتبطة وامتدت إلى العديد من مجتمعات دول ما بعد الاتحاد السوفييتي ودول البلقان في أوائل عقد 2000.
- شهد اندلاع الربيع العربي باحتجاجات واسعة وثورات في العالم العربي. حيث بدأت أحداثها منذ سنة 2010 ولاتزال مستمرة.
- يعرف الشتاء العربي بأنه رد فعل جماعي عنيف في أعقاب الربيع العربي الذي تميز بتصاعد الاستبداد وبروز التشدد الإسلامي.